# Craspedaria squamulosa
Craspedaria squamulosa là một loài thực vật có mạch trong họ Polypodiaceae. Loài này được (Kaulf.) Pic. Serm. miêu tả khoa học đầu tiên năm 1977.